# Biserica „Adormirea Maicii Domnului” din Văsieni
Biserica „Adormirea Maicii Domnului” cu troița este o biserică amplasată în Văsieni, raionul Telenești, Republica Moldova. Este un monument arhitectural de importanță națională inclus în Registrul monumentelor Republicii Moldova ocrotite de stat cu nr. 1562 (raionul Telenești). Datează din 1853.